# BMW Série 3 Gran Turismo
La BMW Série 3 Gran Turismo (Série 3 GT en abrégé; code interne F34) est une berline basée sur la Série 3 (F30) qui a été mise en vente en juin 2013. Avec la Série 3 GT, BMW a ajouté une nouvelle variante de carrosserie à la Série 3.
La silhouette est similaire à celle d'un coupé, mais les dimensions de la carrosserie sont beaucoup plus grandes que celles de la Série 3 habituelle, de sorte que la Série 3 GT combine les types berline et break.

## Historique du modèle

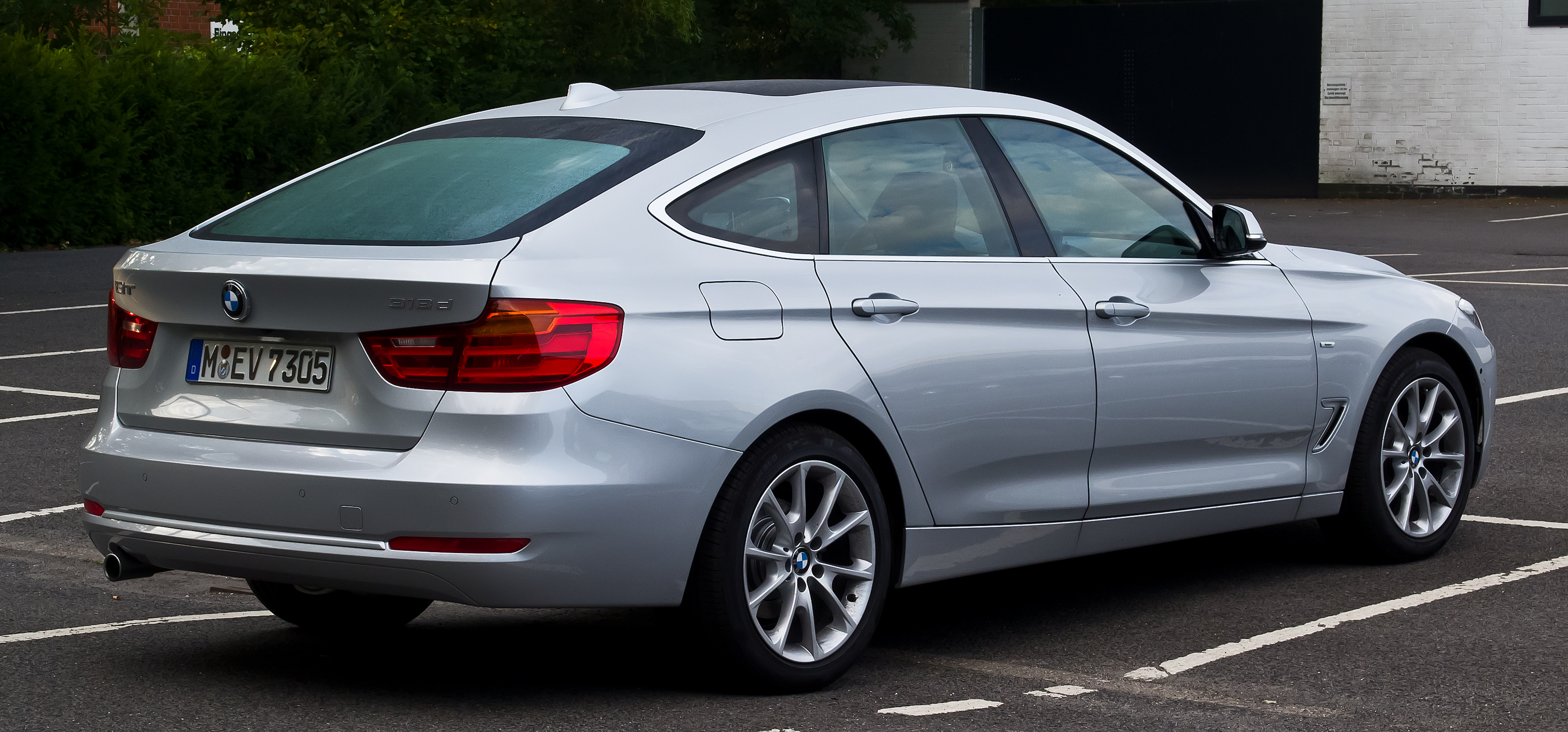
Vue arrière

La Série 3 GT a fait ses débuts publics au Salon international de l'automobile de Genève 2013 et a été lancée en juin 2013. À partir de mars 2013, le véhicule était construit à l'usine BMW de Dingolfing. À l'été 2016, la BMW Série 3 Gran Turismo a fait peau neuve. En mars 2019, dans le cadre de la conférence de presse sur le bilan de 2019, BMW a annoncé qu'il est peu probable que la BMW Série 3 Gran Turismo reçoive un modèle successeur, car il n'y a pas beaucoup de demande de la part des clients et que le constructeur souhaite réduire la complexité de sa gamme de modèles.

## Carrosserie

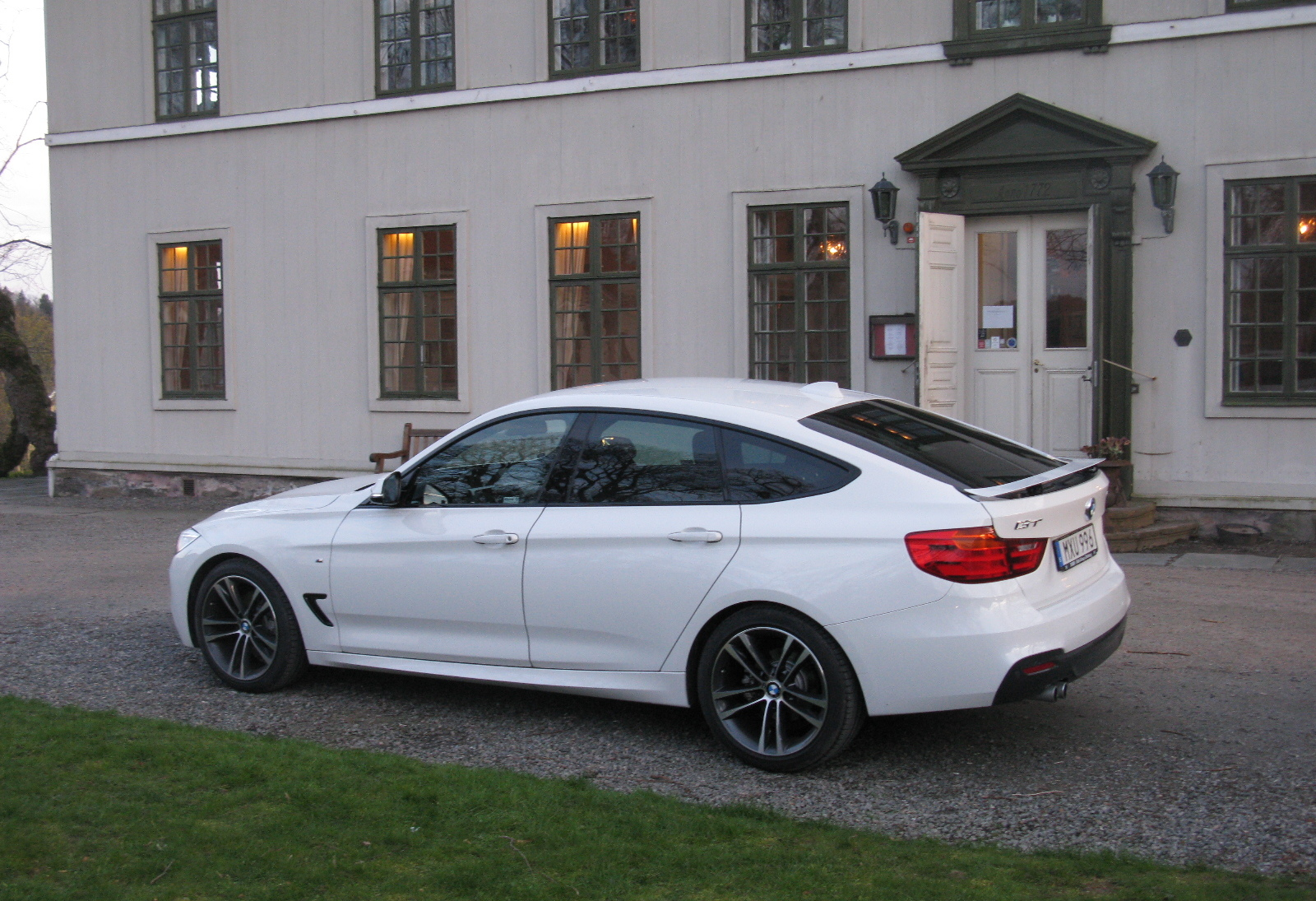
Vue arrière avec spoiler surélevé

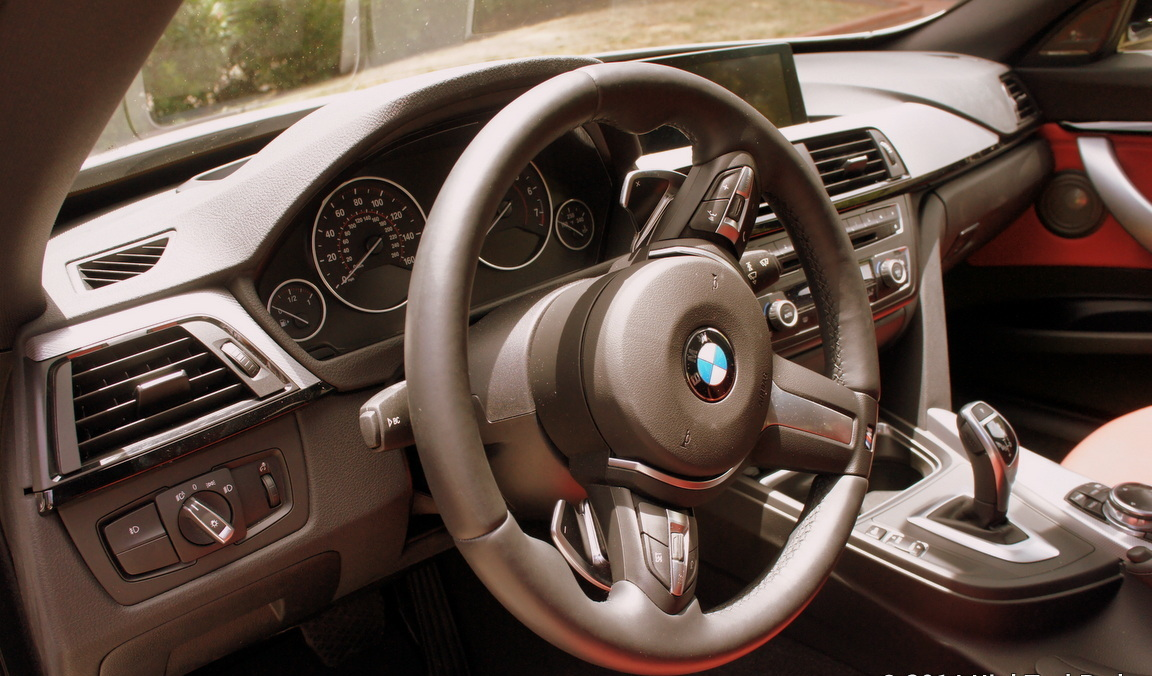
Intérieur

Comme sur la Série 5 GT, les vitres latérales sont sans cadre. Le véhicule dispose d'aérations en forme de boomerang dans les ailes avant pour évacuer l'air des passages de roues. Pour la première fois, BMW a introduit sur ce modèle un aileron arrière "actif" extensible électriquement : il s'étend à une vitesse de 110 km/h et se rétracte à 70 km/h, mais il peut également être actionné manuellement. Le becquet arrière réduit la portance sur l'essieu arrière jusqu'à 35 %.

## Sécurité
Le modèle à malle, la BMW F30 qui est la base de la F34, testé en 2012 a obtenu cinq étoiles au crash test Euro NCAP et au crash test US NCAP.

## Équipement
Le véhicule était proposé avec quatre finitions d'équipement différentes : Advantage (à partir de 2015), Luxury Line, M-Sport, Sport Line et également Modern Line jusqu'en 2015, qui différaient les unes des autres par certaines caractéristiques d'équipement.

## Motorisations
Lors du lancement sur le marché, la Série 3 Gran Turismo était disponible avec cinq variantes de moteur, chacune avec turbocompresseur : un moteur six cylindres en ligne de 3 litres, un moteur essence quatre cylindres en ligne de 2 litres et un moteur diesel quatre cylindres en ligne de 2 litres Il y avait deux niveaux de puissance pour chacun des moteurs quatre cylindres en ligne.
À partir de juillet 2013, un moteur diesel quatre cylindres à double turbocompresseur de deux litres a également été proposé dans la 325d GT. En mars 2014, la 330d GT et la 335d GT ont vu l'ajout de deux niveaux de puissance pour le moteur diesel six cylindres en ligne de trois litres,.
Des moteurs diesel de la famille de moteurs B47 ont été utilisés dans les 318d GT et 320d GT à partir de juillet 2015. Dans le même temps, la puissance maximale de chaque variante de moteur a été augmentée de 5 kW.
À partir du lifting de 2016, des moteurs de la famille B48 ont été utilisés pour les moteurs essence quatre cylindres. La 328i GT a été rebaptisée 330i GT et sa puissance maximale a été augmentée de 5 kW. La 335i GT avec moteur essence six cylindres en ligne, désormais équipé d'un moteur de la famille de moteurs B58, a été rebaptisée 340i GT et sa puissance maximale a été augmentée de 15 kW. En ce qui concerne les moteurs diesel, un moteur de la famille B47 équipe depuis la 325d GT et sa puissance maximale a été augmentée de 5 kW.